# Monticello (Wisconsin)
Monticello és una vila dels Estats Units a l'estat de Wisconsin. Segons el cens del 2000 tenia 6.162 habitants.

## Demografia
Segons el cens del 2000, Monticello tenia 1.146 habitants, 498 habitatges, i 310 famílies. La densitat de població era de 381,4 habitants per km².
Dels 498 habitatges en un 28,7% hi vivien nens de menys de 18 anys, en un 53,2% hi vivien parelles casades, en un 6% dones solteres, i en un 37,6% no eren unitats familiars. En el 32,9% dels habitatges hi vivien persones soles el 15,1% de les quals corresponia a persones de 65 anys o més que vivien soles. El nombre mitjà de persones vivint en cada habitatge era de 2,3 i el nombre mitjà de persones que vivien en cada família era de 2,95.
Per edats la població es repartia de la següent manera: un 24,3% tenia menys de 18 anys, un 7,6% entre 18 i 24, un 28,1% entre 25 i 44, un 24,6% de 45 a 60 i un 15,4% 65 anys o més.
L'edat mediana era de 39 anys. Per cada 100 dones de 18 o més anys hi havia 93,1 homes.
La renda mediana per habitatge era de 44.087 $ i la renda mediana per família de 54.464 $. Els homes tenien una renda mediana de 35.921 $ mentre que les dones 22.688 $. La renda per capita de la població era de 21.772 $. Aproximadament el 2,7% de les famílies i el 5,8% de la població estaven per davall del llindar de pobresa.